# Гепатоцит

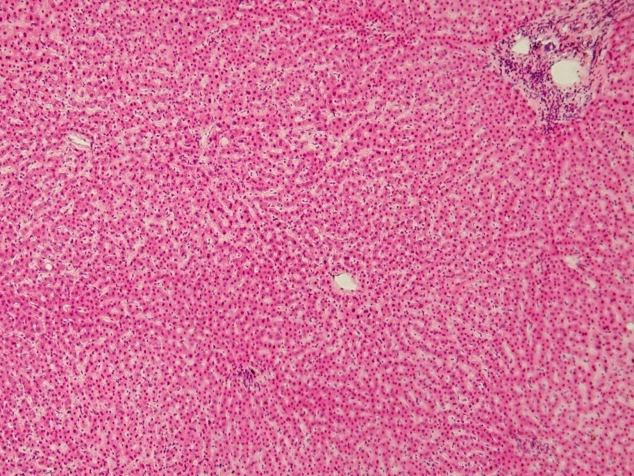
Гістологічний препарат тканин печінки людини, фарбування гематоксиліном-еозином.

Гепатоцит — основна структурна клітина паренхіми печінки людини і тварин. Гепатоцити складають близько 60 % усіх клітин печінки, але оскільки вони більші за інші клітини печінки, то їх маса складає 80 % загальної маси печінки. За підрахунками, кількість гепатоцитів складає близько 300 мільярдів.

## Структура

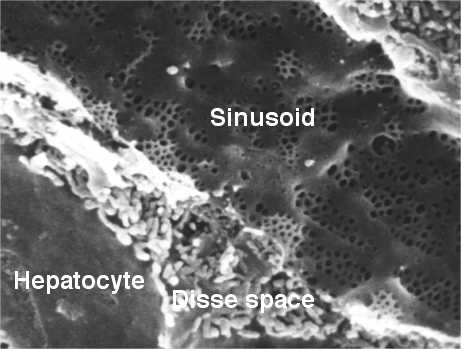
Синусоїдний капіляр та гепатоцит на електронно-мікроскопічному знімку печінки пацюка.

Схема розміщення клітин у печінці

Гепатоцити мають вигляд полігональної клітини діаметром 13—30 мікрометрів. Середній об'єм гепатоцита складає 3,4 x 10−9 см3. Гепатоцит має 6 або більше поверхонь, та два полюси: синусоїдальний, який орієнтований у напрямку печінкових синусовидних капілярів і вкриті ворсинками; та жовчний або біліарний, які розміщені між двома синусоїдальними поверхнями і формують стінку жовчевих канальців. Через синусоїдальний полюс проходить всмоктування різноманітних речовин із крові, а через біліарний полюс проходить жовч та інші речовин, що виробляються в гепатоцитах, у просвіт жовчних канальців. Гепатоцит обмежений двоконтурною білково-ліпідною плазматичною мембраною, що має високу ферментативну активність, у тому числі містить ферменти, що каталізують активний транспорт іонів та молекул через мембрану як усередину клітини, так і з клітини. Біля жовчевих канальців клітинні мембрани гепатоцитів зв'язані щільним з'єднанням. Між гепатоцитами та стінкою печінкових синусоїдних капілярів розміщений простір Діссе, майже повністю заповнений мікроворсинками гепатоцитів. Своїми латеральними поверхнями гепатоцити утворюють печінкові балки, із яких складаються сегменти та долі печінки.
У центральній частині гепатоцита розміщене ядро, діаметром від 7 до 16 мікрометрів, з одним або двома ядерцями. Близько 75 % гепатоцитів мають одне ядро, причому 70 % від загальної їх кількості є тетраплоїдними, близько 2 % від загальної кількості є октаплоїдними; а 25 % від загальної кількості гепатоцитів є двоядерними. У гепатоцитах добре розвинутий ендоплазматичний ретикулум, як гранулярна ендоплазматична система, так і агранулярна ендоплазматична система. В гранулярному ендоплазматичному ретикулумі розміщена велика кількість рибосом, в агранулярному ендоплазматичному ретикулумі рибосоми відсутні. У гепатоцитах добре розвинутий комплекс Ґольджі (до 50 комплексів). За різними підрахунками, у гепатоцитах містяться від 800 до 2000 мітохондрій. Окрім перерахованих органел, у цитоплазмі гепатоцита містяться лізосоми, пероксисоми, часточки глікогену, краплини ліпідів та філаментозні структури.

## Функції
Основною функцією гепатоцита є секреція жовчі, що включає у себе захоплення, переробку та виведення компонентів жовчі у жовчні капіляри. Цей механізм поки що не вивчений до кінця. Однією із складових синтезу жовчі є кон'югація гідрофобного токсичного білірубіну за допомогою ферменту глюкуронілтрансферази до водорозчинного нетоксичного глюкуронілу білірубіну, який виділяється у жовч. Для попередження потрапляння жовчі у кров жовчні канальці закриваються так званими замикаючими поясками — непроникаючими щільними з'єднаннями, які проходять уздовж них, а як доповнення до них краї канальців укріплюють так звані пояски злиття.
Іншою важливою функцією гепатоцитів є участь у обміні глюкози. При збільшенні поступлення глюкози в кров гепатоцити під впливом інсуліну проводять переробку надлишку глюкози у глікоген, який відкладається у вигляді зернят у цитоплазмі гепатоцитів. При нестачі глюкози під впливом ферменту глюкозо-6-фосфатази глікоген у гепатоцитах метаболізується до глюкози. Гепатоцити також забезпечують синтез глюкози із інших хімічних сполук, зокрема ліпідів та амінокислот шляхом складних ферментних перетворень, який носить назву глюконеогенез.
Важливу роль відіграють гепатоцити і в синтезі білків. Гепатоцити синтезують альбуміни, більшу частину глобулінів, фібриноген, а також більшу частину інших білків, які беруть участь у зсіданні крові. Гепатоцити не виробляють лише імуноглобулінів, які виробляють плазматичні клітини. Білки в гепатоцитах синтезуються в ендоплазматичному ретикулумі, та через комплекс Ґольджі проходять до вільної поверхні клітини, звідки виділяються за допомогою механізму екзоцитозу. У гепатоцитах переважно також відбувається дезамінування амінокислот із утворенням сечовини, яка пізніше транспортується до нирок та виводиться ними з організму.
Значна роль гепатоцитів також у обміні ліпідів та ліпопротеїнів. Гепатоцити беруть участь у видаленні найбільших ліпопротеїдних часток — хіломікронів — із крові після прийому жирної їжі, пізніше у гепатоцитах під впливом ферментів здійснюється синтез дрібніших часток ліпопротеїнів та перетворення їх у пре-Р-ліпопротеїни, а пізніше у Р-ліпопротеїни, та інші дрібніші, структурні сполуки клітин, зокрема холестерин і фосфоліпіди. У гепатоцитах також відбувається накопичення резервів лідідів у вигляді тригліцеридів. У гепатоцитах відбувається також накопичення вітамінів, особливо вітаміну A, яке переважно відбувається у так званих клітинах Іто.
Важливу роль відіграють гепатоцити також і у видаленні токсичних речовин, які потрапляють в організм ззовні або утворюються в процесі метаболізму. Ця роль клітин печінки забезпечується ферментами мікросомального окислення, та відбувається переважно в спеціальних утвореннях — мікросомах. Гепатоцити забезпечують перетворення, зокрема, аміаку, етанолу, стероїдних гормонів, а також лікарських засобів та інших хімічних речовин, які потрапляють у організм із різних джерел.

## Регенерація
Тривалість життя гепатоцита складає від 200 до 400 днів, проте, не зважаючи на низьку швидкість оновлення клітин, печінка має високу здатність до регенерації. Зокрема, в експериментах на тваринах при видаленні до 75 % об'єму печінки вона відновлює свої нормальні розміри протягом кількох днів. Щоправда, у відновленій після хірургічного видалення тканині печінки менше гепатоцитів, та більше сполучнотканинних елементів. Механізм регенерації печінки не досліджений до кінця. Тривалий час вважалось, що в печінці відсутні стовбурові клітини, а регенерація проходить на внутрішньоклітинному рівні, а також за рахунок мітозу поліплоїдних гепатоцитів. Проте пізнішими дослідженнями у печінці виявлено стовбурові клітини, які розміщені неподалік венозних судин у дольках печінки, які мають здатність до активного поділу, а при пошкодженні печінки переміщуються у вражені ділянки. Деякий час вважалось, що активне розмноження цих стовбурових клітин може призвести до виникнення раку печінки, проте згідно із даними останніх досліджень, це припущення не підтвердилось. Поки що незрозумілим залишається механізм припинення поділу клітин, а саме, чому на етапі, коли досягнуто попередній показник маси органу, то поділ клітин припиняється. Натепер висунуто припущення про регуляцію цього процесу певними білковими сполуками, зокрема трансформуючому фактору росту.